# LEDA 19481
LEDA 19481(AM 0644-741)은 날치자리 방향으로 약 3억 광년 떨어진 고리 은하이다.

## 고리 안의 항성 생성
고리 안의 항성 생성은 많이 활발한데, 푸르고 젊은 항성들이 태어난다.

## 은하 내 가스
은하에는 가스가 많이 있는데, 그중에서도 분홍색 가스가 주로 있다. 암흑 물질도 많다.

## 다른 은하와의 상호 작용
한 은하와 상호 작용을 했을 것으로 추정되는데, 그 은하가 충돌하여 지금과 같은 형태가 되었을 것이다.
1. ↑  ㆍ

“Home | NASA/IPAC Extragalactic Database”. 2025년 5월 15일에 확인함.
2. ↑  “Astronomy Picture of the Day” (영어). 2024년 3월 25일.
3. ↑  “APOD: 2015 April 19 - Ring Galaxy AM 0644 741 from Hubble”. 2025년 5월 15일에 확인함.
4. ↑  “HubbleSite - NewsCenter - The Lure of the Rings (04/22/2004) - Introduction”. 2025년 5월 15일에 확인함.